# Спреман сам на све
Спреман сам на све је седми студијски албум соло каријере Младена Војичића Тифе из 2000. године. Текстове су писали Тифа и Горан Пршић. Албум је снимљен током марта и априла у студијима Свјесна заједница из Сарајева и Студио РС Л из Новог Места, а албум су издали Сарајево диск, Dallas Records и City Records.

## Списак песама
| №   | Назив              | Трајање |  |
| 1.  | Чудан свијет       |         |  |
| 2.  | Дизниленд          |         |  |
| 3.  | Гријеси љубави     |         |  |
| 4.  | Јако               |         |  |
| 5.  | Још сам увијек     |         |  |
| 6.  | Љубав грешке чини  |         |  |
| 7.  | Платио сам скупо   |         |  |
| 8.  | Спреман сам на све |         |  |
| 9.  | Волим је ја        |         |  |
| 10. | Зора је            |         |  |